# Zboj
Zboj (ungarisch Harcos – bis 1907 Zboj) ist eine Gemeinde im Okres Snina (Prešovský kraj) im äußersten Osten der Slowakei mit 257 Einwohnern (Stand 31. Dezember 2024) in der traditionellen Landschaft Zemplín.

## Geographie

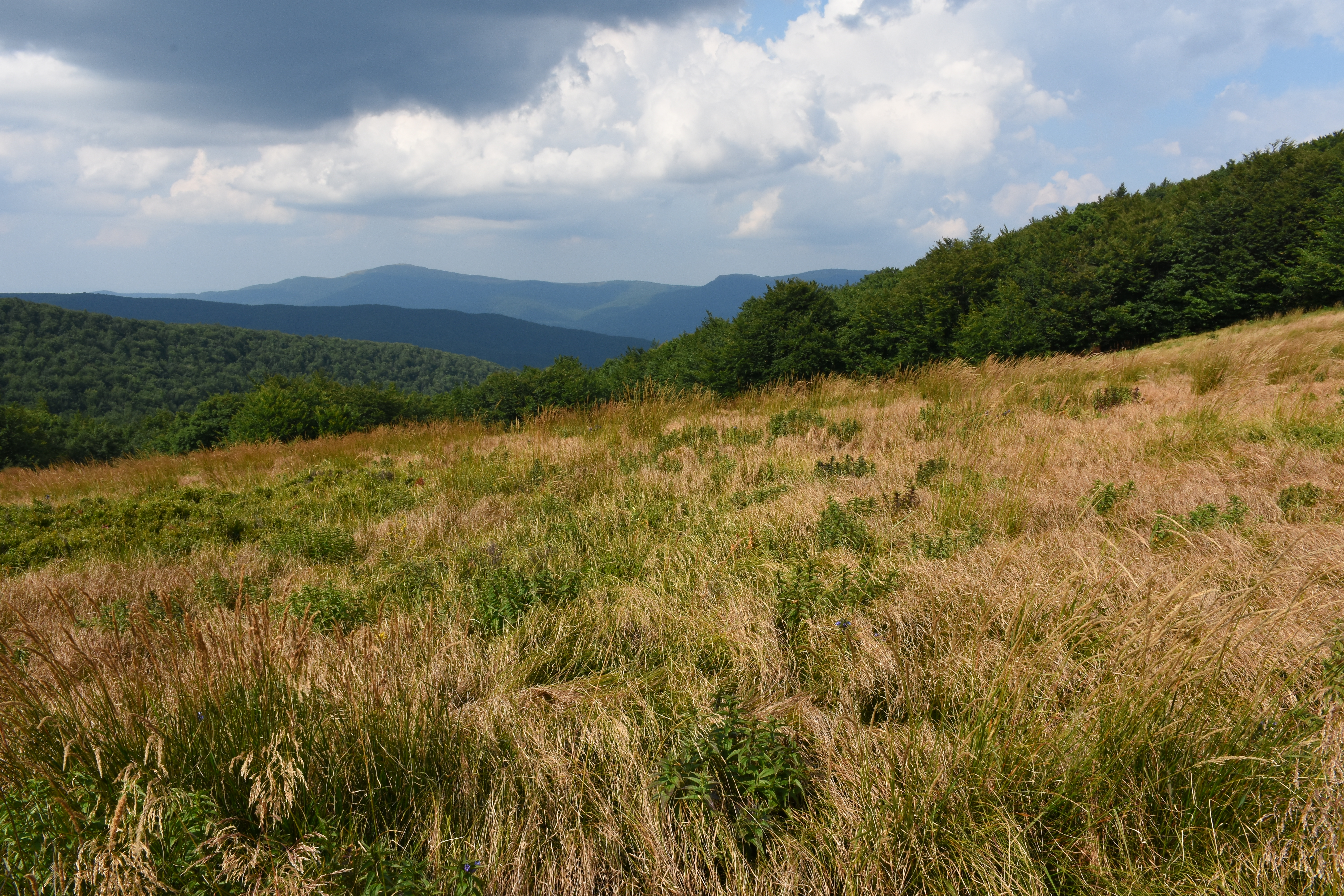
Die Landschaft bei Zboj, nahe der polnischen Grenze

Die Gemeinde befindet sich im Ostteil des Gebirges Bukovské vrchy im Tal des Baches Zbojský potok. Das mehr als 50 km² große Gemeindegebiet grenzt sowohl an Polen als auch an die Ukraine und ist bis auf das Tal selbst noch reichlich bewaldet; große Teile sind als Teil des Nationalparks Poloniny geschützt. Nahe dem Naturreservat Stinská wurde 2003 eine Höhle entdeckt. Das Ortszentrum liegt auf einer Höhe von 354 m n.m. und ist 41 Kilometer von Snina entfernt.
Nachbargemeinden sind Cisna (PL, Ortschaft Wetlina) im Norden, Nová Sedlica im Nordosten, Sahorb, Sil und Strytschawa (alle UA) im Südosten und Süden, Uličské Krivé im Südwesten, Ruský Potok im Westen und Runina im Nordwesten.

## Geschichte

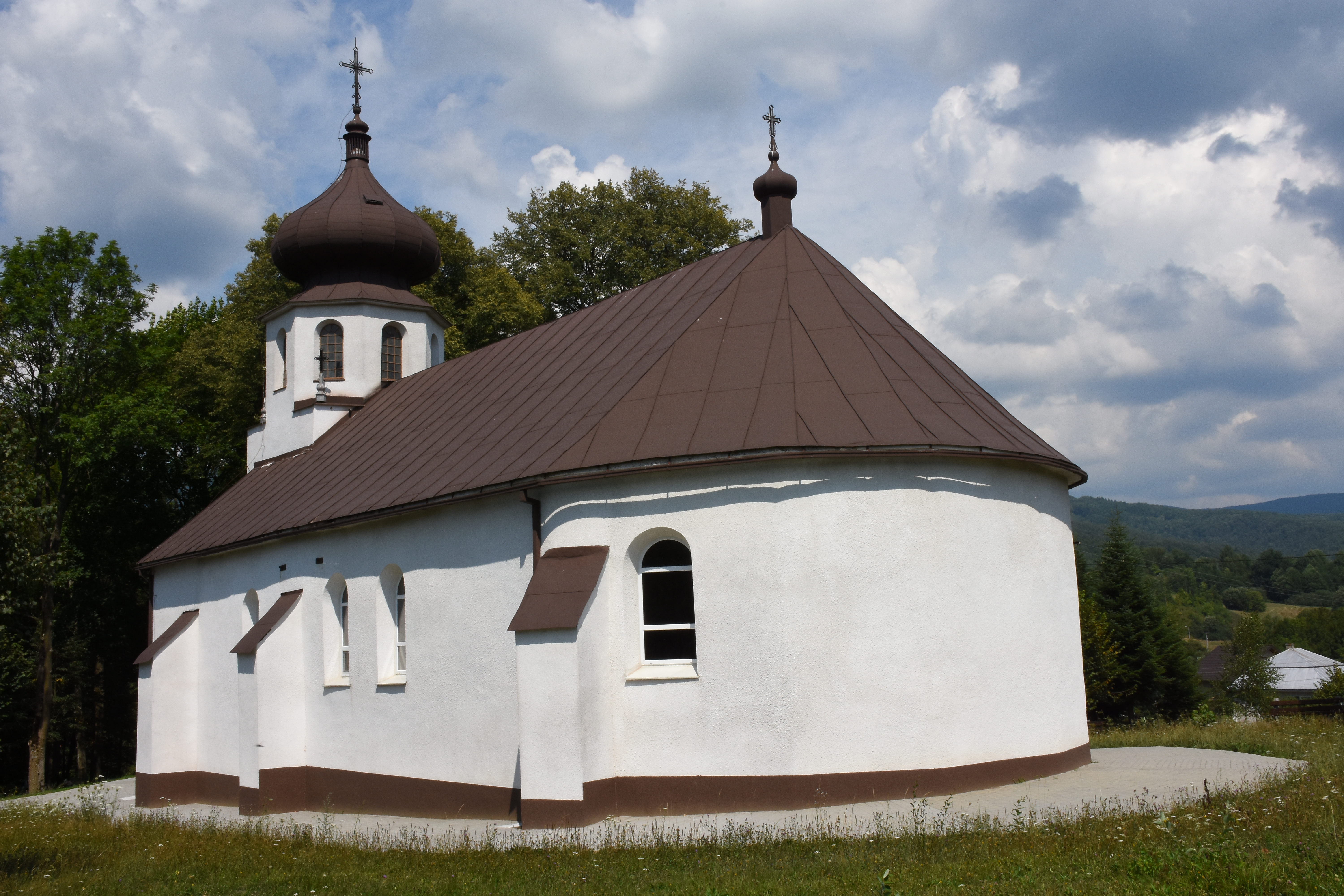
Kirche in Zboj

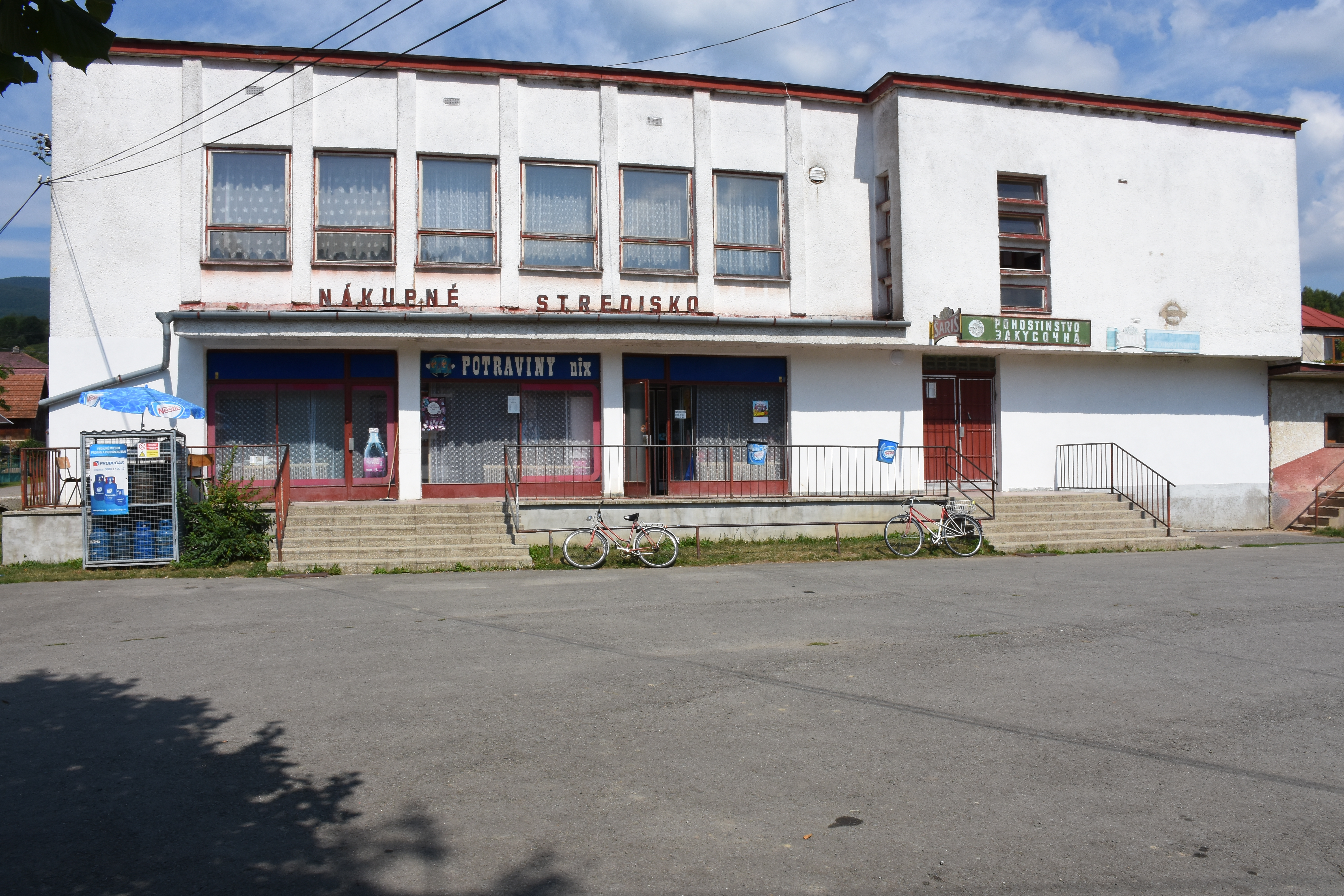
Lebensmittelgeschäft und Gaststätte im Dorfzentrum

Der Ort entstand gegen 1550 nach walachischem Recht und wurde zum ersten Mal 1567 als Zboy schriftlich erwähnt. Bis zum letzten Viertel des 17. Jahrhunderts war Zboj Teil des Drugeth’schen Herrschaftsgebiets von Humenné. 1715 gab es im Dorf 28 verlassene und neun bewohnte Haushalte, 1720 zwei Mühlen. Im 18. Jahrhundert war das Dorf Besitz des Geschlechts Csáky, im 19. Jahrhundert der Familie Schmidegg. 1828 zählte man 88 Häuser und 653 Einwohner, deren Haupteinnahmequellen Forstwirtschaft und Viehhaltung waren. Am Anfang des 20. Jahrhunderts arbeitete eine Säge im Ort, dazu gab es eine schmalspurige Waldbahn (bis 1945), wegen großer Armut gab es jedoch mehrere Auswanderungswellen. Zu dieser Zeit besaß die Familie Lobkovicz einen Großteil der Güter.
Bis 1918 gehörte der im Komitat Semplin liegende Ort zum Königreich Ungarn und kam danach zur Tschechoslowakei beziehungsweise heute Slowakei. Infolge des Slowakisch-Ungarischen Krieges gehörte das Dorf 1939–1944 noch einmal zu Ungarn. In beiden Weltkriegen erlitt Zboj Schäden, im Zweiten Weltkrieg wurde das Dorf am 18. Oktober 1944 nach schweren Gefechten befreit und in die Tschechoslowakei wieder eingegliedert.
Nach dem Ende des Zweiten Weltkriegs arbeiteten viele Einwohner in Košice sowie im tschechischen Teil der Tschechoslowakei. 1947 wurde die erste reguläre Buslinie eingerichtet, vollständige Elektrifizierung erfolgte erst 1960.

## Bevölkerung
| Jahr                | 1994 | 2004     | 2014     | 2024     |
| ------------------- | ---- | -------- | -------- | -------- |
| Anzahl der Personen | 584  | 451      | 349      | 257      |
| Unterschied         |      | −22,77 % | −22,61 % | −26,36 % |

| Jahr                | 2023 | 2024    |
| ------------------- | ---- | ------- |
| Anzahl der Personen | 261  | 257     |
| Unterschied         |      | −1,53 % |

Nach der Volkszählung 2011 wohnten in Zboj 387 Einwohner, davon 231 Slowaken, 123 Russinen, 11 Ukrainer, vier Tschechen sowie jeweils ein Deutscher und Rom. 16 Einwohner machten keine Angabe zur Ethnie.
328 Einwohner bekannten sich zur orthodoxen Kirche, 18 Einwohner zur griechisch-katholischen Kirche, neun Einwohner zur römisch-katholischen Kirche und drei Einwohner zu den Zeugen Jehovas; zwei Einwohner bekannten sich zu einer anderen Konfession. Acht Einwohner waren konfessionslos und bei 19 Einwohnern ist die Konfession nicht ermittelt.

## Bauwerke und Denkmäler

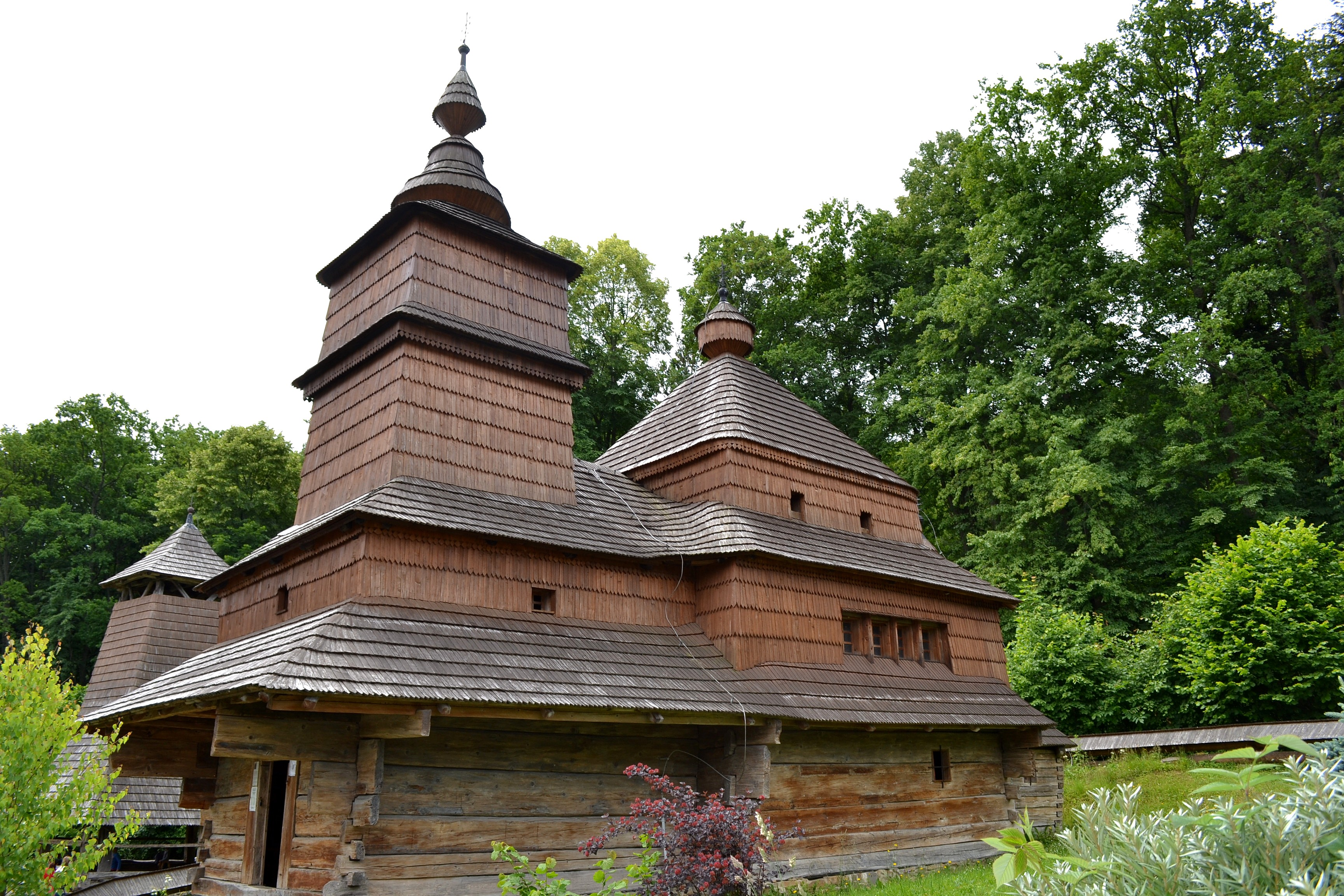
Die alte Holzkirche St. Nikolaus im Freiluftmuseum in Bardejovské Kúpele

In Zboj gibt es eine orthodoxe Kirche aus dem Jahr 1966. Die alte, ebenfalls orthodoxe, Holzkirche St. Nikolaus aus dem Jahr 1706 wurde 1966 im Freiluftmuseum in Bardejovské Kúpele originalgetreu wieder aufgebaut.
Des Weiteren steht bei Zboj ein Soldatenfriedhof aus dem Ersten Weltkrieg.